# Dream of Life
Dream of Life è il quinto album della cantautrice statunitense Patti Smith, pubblicato nel 1988 per l'etichetta discografica Arista Records e prodotto da Jimmy Iovine.

## Tracce
Tutte le canzoni sono scritte da Patti Smith e Fred Sonic Smith.
1. People Have the Power - 5:07
2. Going Under - 5:57
3. Up There Down There - 4:47
4. Paths That Cross - 4:18
5. Dream of Life - 4:38
6. Where Duty Calls - 7:46
7. Looking for You (I Was) - 4:04
8. The Jackson Song - 5:24

### Ristampa su CD
1. People Have the Power - 5:09
2. Up There Down There - 4:49
3. Paths That Cross - 4:19
4. Dream of Life - 4:39
5. Where Duty Calls - 7:48
6. Going Under - 6:00
7. Looking for You (I Was) - 4:06
8. The Jackson Song - 5:25
9. As the Night Goes By (bonus track) - 5:04
10. Wild Leaves (bonus track) - 4:03

## Musicisti
- Patti Smith - Voce, Chitarra
- Fred Smith – Chitarra
- Jay Dee Daugherty - Batteria, Tastiere
- Richard Sohl - Tastiere